# Herb województwa warmińsko-mazurskiego
Herb województwa warmińsko-mazurskiego – jeden z symboli województwa warmińsko-mazurskiego w postaci herbu.

## Wygląd i symbolika
Herb województwa warmińsko-mazurskiego to tarcza trójdzielna o polach barwy czerwonej, dwudzielna w pas i dwudzielna w słup w dolnej części. W polu pierwszym Orzeł Biały w koronie, ze złotym dziobem, takąż przepaską na skrzydłach i takimiż szponami. W polu drugim Baranek Boży srebrny ze złotym nimbem, z czerwonym krzyżem wewnątrz, krwawiący do kielicha złotego, podtrzymujący nogą przednią chorągiew srebrną z czerwonym krzyżem osadzoną na drzewcu złotym zwieńczonym takimż krzyżem. W polu trzecim czarny orzeł ze złotym dziobem, takąż przepaską na skrzydłach i takimiż szponami, ze złotą koroną na szyi, przepasany na piersi takąż literą S.
Orzeł Biały w górnym polu nawiązuje do herbu Polski z czasów panowania Władysława Jagiełły. Baranek Boży w polu drugim nawiązuje do Warmii. Czarny orzeł pruski z literą "S" (Zygmunt I Stary) jest natomiast godłem zaczerpniętym z herbu Prus Książęcych i bywa czasami utożsamiany z Mazurami.

## Historia
Herb został ustanowiony uchwałą sejmiku województwa 6 sierpnia 2002 roku. Projektantem herbu jest Paweł Dudziński.